# Décès en mars 1958
Décès
- 1954
- 1955
- 1956
- 1957
- 1958
- 1959
- 1960
- 1961
- 1962

Pour une information complémentaire, voir la page d'aide.

| Date    | Nom            | Pays                           | Activités                      | Âge | Source |
| ------- | -------------- | ------------------------------ | ------------------------------ | --- | ------ |
| 12 mars | Bill Barnard   | Drapeau de la Nouvelle-Zélande | Homme politique néo-zélandais. | 72  | (en)   |
| 17 mars | Henry Malherbe | Drapeau de la France           | Écrivain français.             | 71  |        |
| 24 mars | Anni Swan      | Drapeau de la Finlande         | Écrivaine finlandaise.         | 83  |        |
| 28 mars | Aladár Rácz    | Drapeau de la Hongrie          | Musicien hongrois.             | 72  |        |